# Postres de músic
Les postres de músic o grana de capellà són unes darreries tradicionals molt simples, consistents a un grapat de fruita seca variada, típicament ametlla marcona i allargada, avellana i pinyons, sovint acompanyat d'un gotet de moscatell. De vegades pot contenir altres fruites seques i fins i tot hi ha versions que inclouen Fruita dessecada, com panses, albercocs o figues. La presentació usual sol ser en un plat de postres, amb el got al mig i els diferents tipus de fruita seca al voltant, separats per tipus. El moscatell es pot substituir per vi ranci o vi dolç.
A algunes comarques catalanes existeix una coca dolça que, segons on, pot anomenar-se coca de músic, postres de músic, nyoca o grana de capellà. Es tracta d'una coca de llauna tradicional que conté fruita seca i que està coberta de fruita seca i sucre.

## Origen
Un possible origen d'aquestes postres i del seu nom és, segons la cultura popular, que això és el que se solia oferir als músics de carrer que animaven els pobles. Un altre diferent però no excloent és que això és el que menjaven els músics i en general la gent del món de l'espectacle (cantants, actors, etc.) al teatre mateix, just abans de sortir o potser als entreactes o entre dues aparicions a l'escenari, ja que no tenien temps de menjar tot el sopar a casa i havia de ser alguna cosa frugal, que es pogués menjar de peu o a l'escalfament o darrers assajos i sense tacar-se la roba ni el maquillatge.

## Preparacions similars
A Provença (Occitània) el dia de Nadal és típic menjar el que anomenen "13 postres", que consisteix a posar sobre la taula tretze coses diferents, la majoria tipus de fruita seca, encara que hi ha també fruita fresca i altres coses. Aquí, però, cada tipus de fruita seca compta com unes postres diferents.
A la cuina del Magrib és molt habitual comptar amb plates de fruita seca diversa, de vegades compostes amb només fruita dessecada.
Existeixen al mercat bossetes d'aperitius, popularment conegudes com a "barreja", amb fruits secs salats variats, que se solen menjar entre hores o a l'aperitiu. Aquest però, solen contenir pipes de girasol i blat de moro torrat i salat (quicos), que no són presents a les postres de músic. A més, per raons d'unificació de gustos a nivell mundial i de majors marges de beneficis, cada cop és més habitual que continguin altres productes com cacauets amb closca, coco assecat, fruita confitada i trossejada, etc.

## Literatura
Postres de músic és també un recull de contes breus de Jesús M. Tibau i Tarragó, que va guanyar la XXXIX edició del Premi Marian Vayreda de la Ciutat d'Olot. http://www.escriptors.cat/autors/tibaujm/obra.php?id_publi=7873 Arxivat 2009-10-30 a Wayback Machine.